# عمار عوض
عمار عوض (عربی: عمار عوض؛ زادهٔ ۱ اوت ۱۹۶۸) بازیکن فوتبال اهل سوریه بود.
وی همچنین در تیم ملی فوتبال سوریه بازی کرده‌است.